# UCI America Tour 2016
Die UCI America Tour 2016 ist die 12. Austragung des zur Saison 2005 vom Weltradsportverband UCI eingeführten amerikanischen Straßenradsport-Kalenders unterhalb der UCI WorldTour, der zu den UCI Continental Circuits für Männer gehört. Die Saison begann am 21. Januar 2016 und endete am 2. Oktober 2016.
Die Eintagesrennen und Etappenrennen der UCI America Tour sind in drei UCI-Kategorien (HC, 1 und 2) eingeteilt. Bei jedem Rennen werden Punkte für eine Gesamtwertung der Fahrer, Mannschaften und Nationen vergeben. An der Mannschaftswertung nehmen die Professional Continental Teams und die Continental Teams teil, nicht jedoch die startenden UCI WorldTeams. An der Nationenwertung nehmen nur die Nationen des Kontinents teil, gezählt werden aber die Ergebnisse aller Circuits.

Zu den Regeln der einzelnen Ranglisten: 

## Januar
| Datum   | Rennen            | Kat. | Sieger           | Team          |
| ------- | ----------------- | ---- | ---------------- | ------------- |
| 8.–17.  | Vuelta al Táchira | 2.2  | Joseph Chavarria | Costa Rica    |
| 18.–24. | Tour de San Luis  | 2.1  | Dayer Quintana   | Movistar Team |

## Februar
| Datum  | Rennen                             | Kat. | Sieger         | Team              |
| ------ | ---------------------------------- | ---- | -------------- | ----------------- |
| 27.–5. | Vuelta a la Independencia Nacional | 2.2  | Ismael Sanchez | Aero Cycling Team |

## März
| Datum   | Rennen                      | Kat. | Sieger      | Team               |
| ------- | --------------------------- | ---- | ----------- | ------------------ |
| 18.–27. | Vuelta Ciclista del Uruguay | 2.2  | Nestor Pias | Schneck Alas Rojas |

## April
| Datum   | Rennen                                              | Kat. | Sieger          | Team                         |
| ------- | --------------------------------------------------- | ---- | --------------- | ---------------------------- |
| 6.–10.  | Volta Ciclística Internacional do Rio Grande do Sul | 2.2  | Murilo Affonso  | Funvic Soul Cycles-Carrefour |
| 21.–24. | Joe Martin Stage Race                               | 2.2  | Neilson Powless | Axeon Hagens Berman          |

## Mai
| Datum   | Rennen                                     | Kat. | Sieger             | Team                    |
| ------- | ------------------------------------------ | ---- | ------------------ | ----------------------- |
| 4.–8.   | Tour of the Gila                           | 2.2  | Lachlan Morton     | Jelly Belly-Maxxis      |
| 15.–22. | Kalifornien-Rundfahrt                      | 2.HC | Julian Alaphilippe | Etixx-Quick Step        |
| 18.–22. | Tour do Rio                                | 2.2  | abgesagt           | abgesagt                |
| 19.     | Panamerikameisterschaft – Einzelzeitfahren | CC   | Walter Vargas      | Kolumbien               |
| 29.     | Panamerikameisterschaft – Straßenrennen    | CC   | Jonathan Caicedo   | Ecuador                 |
| 30.     | Winston-Salem Cycling Classic              | 1.1  | Ryan Roth          | Silber Pro Cycling Team |

## Juni
| Datum   | Rennen                                     | Kat. | Sieger          | Team                    |
| ------- | ------------------------------------------ | ---- | --------------- | ----------------------- |
| 1.–5.   | Volta Ciclística Internacional do Paraná   | 2.2  | abgesagt        | abgesagt                |
| 5.      | Philadelphia International Cycling Classic | 1.1  | Eduard Prades   | Caja Rural-Seguros RGA  |
| 9.–12.  | Grand Prix Cycliste de Saguenay            | 2.2  | Ryan Roth       | Silber Pro Cycling Team |
| 13.–26. | Vuelta a Colombia                          | 2.2  | Mauricio Ortega |                         |
| 15.–19. | Tour de Beauce                             | 2.2  | Gregory Daniel  | Axeon Hagens Berman     |

## Juli
| Datum  | Rennen                       | Kat. | Sieger              | Team                            |
| ------ | ---------------------------- | ---- | ------------------- | ------------------------------- |
| 6.–10. | Ruta del Centuro             | 2.2  | nicht stattgefunden | nicht stattgefunden             |
| 8.–17. | Vuelta a Venezuela           | 2.2  | Yonathan Monsalve   |                                 |
| 10.    | White Spot / Delta Road Race | 1.2  | Ryan Roth           | Silber Pro Cycling              |
| 29.–7. | Tour de Guadeloupe           | 2.2  | Damien Monier       | Bridgestone Anchor Cycling Team |

## August
| Datum | Rennen       | Kat. | Sieger         | Team               |
| ----- | ------------ | ---- | -------------- | ------------------ |
| 1.–7. | Tour of Utah | 2.HC | Lachlan Morton | Jelly Belly-Maxxis |

## September
| Datum | Rennen                   | Kat. | Sieger              | Team                                        |
| ----- | ------------------------ | ---- | ------------------- | ------------------------------------------- |
| 1.–5. | Tour of Alberta          | 2.1  | Robin Carpenter     | Holowesko / Citadel p/b Hincapie Sportswear |
| 10.   | The Reading 120          | 1.2  | Oscar Clark         | Holowesko / Citadel p/b Hincapie Sportswear |
| 25.   | Copa América de Ciclismo | 1.2  | nicht stattgefunden | nicht stattgefunden                         |

## Oktober
| Datum | Rennen                 | Kat. | Sieger        | Team |
| ----- | ---------------------- | ---- | ------------- | ---- |
| 2.    | Tobago Cycling Classic | 1.2  | James Piccoli |      |

## Gesamtwertung
(Endstand: 23. Oktobe6 2015)
| Platz | Fahrer             |            | Team | Punkte |
| ----- | ------------------ | ---------- | ---- | ------ |
| 1.    | Greg Van Avermaet  | Belgien    | BMC  | 615    |
| 2.    | Julian Alaphilippe | Frankreich | EQS  | 570    |
| 3.    | Jakob Fuglsang     | Danemark   | AST  | 475    |
| 4.    | Rafał Majka        | Polen      | TNK  | 435    |
| 5.    | Fabian Cancellara  | Schweiz    | TFS  | 360    |

| Platz | Team                                        |                    | Punkte |
| ----- | ------------------------------------------- | ------------------ | ------ |
| 1.    | Holowesko / Citadel p/b Hincapie Sportswear | Vereinigte Staaten | 738    |
| 2.    | Silber Pro Cycling                          | Kanada             | 645    |
| 3.    | Axeon Hagens Berman                         | Vereinigte Staaten | 512    |
| 4.    | Jelly Belly-Maxxis                          | Vereinigte Staaten | 581    |
| 5.    | Rally Cycling                               | Vereinigte Staaten | 377    |

| Platz | Nation             | Punkte |
| ----- | ------------------ | ------ |
| 1.    | Kolumbien          | 2753,5 |
| 2.    | Vereinigte Staaten | 2008,5 |
| 3.    | Kanada             | 1241   |
| 4.    | Argentinien        | 872,75 |
| 5.    | Venezuela          | 721    |